# Золотая осень-69
Золотая осень-69 (азерб. Qızıl payız-69) — неделя музыки в жанрах эстрады, мугама и джаза, прошедшая 23-29 октября 1969 года во Дворце ручных игр города Баку. Фестиваль проводился Всесоюзным ленинским коммунистическим союзом молодёжи (ВЛКСМ) и Управлением культуры Бакинского городского исполнительного комитета.
В конце 1960-х - начале 1970-х годов в Баку проводились различные песенные и рок-конкурсы. Фестиваль «Золотая осень-69» стал первым мероприятием под таким названием и стал неким обобщением предыдущих бакинских музыкальных фестивалей. Он был признан более успешным, чем его предшественники, как по количеству зрителей, так и по уровню профессионализма исполнителей. Так, в фестивале приняли участие более 400 членов объединения художественной самодеятельности, большинство из которых были профессиональными музыкантами. Количество зрителей исчислялось десятками тысяч.
В программу концертной недели вошли конкурсы популярных музыкальных жанров того времени в Азербайджане — конкурсы исполнителей эстрадной песни, мугама и джазовой музыки. Они назывались «Эстрада-69», «Мугам-69» и «Джаз-69» соответственно и длились по два дня каждое. Победители каждого конкурса были названы «лауреатами фестиваля» и награждены дипломами первой, второй и третьей степени.
Далее, накануне подготовки к фестивалю «Золотая осень-71», в 1970 году в Баку были проведены межвузовские курсы «АЗИ-1970», «АГУ-51».

## Эстрада-69
23 и 24 октября 1969 года состоялся III Бакинский фестиваль эстрадной песни «Эстрада-69». За победу на этом фестивале боролись около тридцати певцов из 13 коллективов города Баку. В состав жюри конкурса под председательством заслуженного деятеля искусств Азербайджанской ССР, композитора Закира Багирова вошли Рауф Атакишиев, Джабир Новруз, Октай Казымов, Леонид Вайнштейн, Вагиф Мустафазаде, Рафик Бабаев и другие.
В фестивале приняли участие группы «Экспресс-118», «3+2», «Мелодия», «Минор», «Цвет», «Гамма», «Мешел» (рус. «Факел»), «Одлар» (рус. «Огни»), «Гюнеш» (рус. «Солнце»), «Гара Гаялар» (рус. «Чёрные скалы»), «Ритм» и другие. Большинство вокалистов участвовали в шоу впервые. Произведения советских, азербайджанских и зарубежных композиторов исполнялись здесь на азербайджанском, русском, и английском языках.
В первый день фестиваля прозвучали только новые песни азербайджанских композиторов. Наряду с песнями Тофика Бабаева и Хайяма Мирзазаде, а также песнями победителей предыдущих фестивалей Эльдара Бехбудзаде и Джаваншира Зейналлы, были представлены песни авторов-любителей. Всего на конкурсе прозвучало 25 новых песен.
В тот день международный вокальный ансамбль, состоящий из обучающихся в Баку студентов (Йен Руда и Прис Котен из ГДР, Ради Фернандес с Кубы и Седим Мелум Эльдаим из Алжира)
исполнили песню композитора Октая Казымова на слова поэта Джабира Новруза «Ты очень странная – жизнь» (азерб. Ey həyat, sən nə qəribəsən?!). Приехавший из Ленинграда Вагиф Гусейнов спел под гитару песню, посвящённую Баку. Позже инструментальный ансамбль «Одлар» исполнил азербайджанскую народную песню «Эвлэри вар хана-хана».
В продолжение концерта ансамбль «Гюнеш» выступил на ремонтно-механическом заводе имени 26 Бакинских комиссаров, группа «Гамма» – во Дворце культуры нефтяников имени
Ильича, ансамбль «Мелодия» и другие коллективы – в Бакинском городском доме ветеранов. Среди эстрадных исполнителей были и студент Азербайджанской государственной консерватории Эмин Бабаев, молодые композиторы Эльдар Рустамов (сын Саида Рустамова), Эльдар Бейбутов, Эльдар Багиров, Тунзале Гахраманова. В мероприятии также приняли участие гости из регионов Азербайджана и соседних стран.
Также на фестивале выступили вокально-инструментальный ансамбль «Цвет» Института проектирования государственных нефтяных предприятий Азербайджана, симфонический джаз Азербайджанского государственного института народного хозяйства имени Д.Буньядзаде, ансамбль «Машал», певцы Бижан Ализаде, Исмаил Абдуллахи и другие. Солист группы «Машал» Бижан Ализаде исполнил свою песню.
Первый день третьего Бакинского фестиваля эстрадной песни, включённого в программу музыкальной недели «Золотая осень» во Дворце ручных игр, завершился глубокой ночью. Все
трибуны здесь были полностью заполнены. В первый день фестиваля выступили 17 групп из Баку. Этот фестиваль считался более успешным, чем его предшественники, как по количеству зрителей, так и по уровню профессионализма исполнителей.
24 октября студент Азербайджанского политехнического института, солист группы «Ритм» Эльмар Мурадов исполнил песню «Ай бери бах». В тот вечер Джаваншир Зейналлы из ансамбля «3+2» исполнил азербайджанскую народную песню «Эвлери вар хана-хана», а солист ансамбля «Машал» Бижан Ализаде исполнил песню «Бахар гелди» (рус. «Весна пришла»). Кроме того, на концерте прозвучала песня «Ай бери бах» в новом ритме. Также была исполнена песня Эльдара Бейбудзаде «Хазар».
В фестивале также приняли участие моряки из Дома офицеров. 19-летний солист Фазиль Мамедов вышел на сцену в матросской форме и исполнил песню из фильма «Дети капитана Гранта», а также песню Хайяма Мирзазаде.

## Мугам-69
Следующий этап фестиваля — «Мугам-69» состоялся 25 и 26 октября. В нём, помимо Баку, приняли участие самодеятельные и известные музыканты из Шуши, Агдама и Кировабада.Конкурс исполнителей мугама оценивало жюри под руководством азербайджанского певца Хана Шушинского. В состав жюри вошли народная артистка республики Сара Гадимова, заслуженный артист Сахиб Шукюров, Гаджибаба Гусейнов, композитор-педагог Гаджибаба Гасанов, кандидат филологических наук Вели Мамедов и другие.
Первый день фестиваля «Мугам-69» открылся «Баяты-Ширазом». Мугам на таре исполнил Тофик Зейналов. Затем студентка музыкальной школы имени Асефа Зейналлы Эльмира Алиева исполнила «Мирза Гусейн Сегяхы», Джанали Акперов исполнил «Хейраты», Мамедали Мамедов – «Раст», Джафаргули Джафаргулиев – «Баяты-Шираз». В исполнении трёх братьев из бакинского посёлка Маштага, Исмаила, Сабира и Балаша Алекперовых прозвучал мугам «Рахаб». Балашу аккомпанировали Исмаил (на таре) и Сабир (кяманча). Затем Сабир и
другой музыкант на таре исполнили соло и мугам «Орта махур». Хасай Гарвендли из Кировабада спел «Мирза Гусейн Сегяхы».
Молодые певец Сулейман Агаев и кяманчист Хейрулла Керимов исполнили «Чахаргях». В конце первого дня Тамилла Мамедова (Мамедзаде) исполнила мугам «Гатар» в сопровождении ансамбля. Тамилла Мамедова, автор ряда произведений и симфонических композиций, вместе с Фиридун Гусейнзаде была руководителем инструментального ансамбля Азербайджанского государственного университета им. С. М. Кирова «Шелале».
Второй день фестиваля мугама начался с «Харидж сегях» в исполнении Сидги Мустафаева, руководителя Ансамбля народных инструментов «Тарават» Балаханского Дома культуры. Луму Байрамова, член Дома культуры имени Узеира Гаджибекова, исполнила мугам «Сегях».
В фестивале «Золотая осень» приняли участие музыканты из Дербенда – заслуженная артистка Дагестанской МССР, певица Дурия Рахимова, Верзант Мухаммадова, заслуженный работник культуры Дагестанской МССР тарист Сади Заманов и другие. Азербайджанцы Дагестана исполняли мугамы на азербайджанском языке. Дурия Рахманова исполнила музыку лезгинского, кумыкского, даргинского, аварского и других народов, а также мугам «Сегях». Тарист Сади Заманов исполнил мугам «Джахаргях». Ага Рустамов спел мугам «Раст» в сопровождении ансамбля народных инструментов под управлением Сади Заманова. Он выбрал газели из Алиаги Вахида.
Затем певец-любитель Аббасгулу Сафаров исполнил мугам «Баяты-Шираз» на слова Физули. Две певицы, принявшие участие в конкурсе - Луму Байрамова и заслуженная артистка
Дагестанской МССР Дурия Рахимова исполнили «Мирза Гусейн Сегяхы». Тахир Гулиев исполнил на кяманче мугам «Шуштер». Кроме того, Тахир Алиев исполнил мугам «Джахаргях».
В конце концерта солист Азербайджанской государственной филармонии им. М.Магомаева Баба Мирзоев исполнил мугам «Гатар».
27 октября во Дворце ручных игр завершился фестиваль «Мугам-69». Всего за два дня в фестивале приняли участие 24 певца и музыканта. 6 из них были удостоены звания «лауреат
фестиваля».

## Джаз-69
27 и 28 октября прошёл последний этап фестиваля «Золотая осень» — III Бакинский фестиваль джазовой музыки «Джаз-69». Помимо Баку, здесь принимали участие джазовые коллективы из Москвы, Ленинграда, Новосибирска, Таллина и Тбилиси. Баку представляли квартет Рафика Бабаева, квартет «РД», трио «Кавказ» под руководством Вагифа Мустафазаде и другие коллективы.
Выступления джазовых коллективов оценивало жюри в составе председателя Хайяма Мирзазаде, народных артистов Азербайджанской ССР Тофика Гулиева, Рауфа Гаджиева, участников фестиваля – Рафика Бабаева, Вагифа Мустафазаде и других.
В первой части концерта танец «Индийской красавицы» из балета «Семь красавиц» Гара Гараева исполнил джазовый квартет «Хазар» под управлением Юрия Гукасова. В составе джазового квартета выступили саксофонист Юрий Гукасов, контрабасист Александр Симонян, перкуссионист Валерий Григорян и пианист Михаил Хотянов. Вторым произведением в их исполнении стала «Баллада» Джона Колтрейна. Завершилось выступление «Блюзом» художественного руководителя квартета Ю. Гукасова. Позже под руководством композитора-любителя Александра Кочарова джазовое трио «КМ» исполнило «Ты мой, я твой» Тофика Гулиева, «In de melagon» Дюка Эллингтона, а Александр Кочаров исполнил «Балладу о золотой осени», «Блюз для Татьяны».
В фестивале «Джаз-69» также участвовала Ирина Аллегрова, участница ансамбля «Экспресс-118.
На мероприятии выступил также квартет бакинского ресторана «Достлуг». Этот ансамбль под руководством трубача Тофика Алекперова исполнил ряд произведений азербайджанских и
советских композиторов. Позже начали свои выступления джазовые квартеты из Тбилиси. Руководил ансамблем Александр Раквиашвили, гитаристом группы был Роман Брагвадзе,
контрабасистом – Тамаз Курашвили, перкуссионистом – Иван Арутюнов. Они исполнили мелодию из кинофильма «Судьба солдата в Америке», одну из композиций Энтони Ньюли и русскую народную песню «Эй, ребята».
На фестивале джазовой музыки «Золотая осень» ансамбль «Кавказ» представил на суд зрителей и жюри четыре композиции, среди которых была новая композиция «Фестивальная»
Вагифа Мустафазаде, посвящённая третьему Бакинскому фестивалю джазовой музыки Ансамбль под руководством Вагифа Мустафазаде выступил в уникальной форме, сохранив при исполнении ритмы мугамов, в частности, «Джахаргях».
В день джаза также выступили квартет «РД» под руководством Тофика Алекперова и коллектив «КМ» из Москвы в составе Владимира Сермакашева, Валерии Багирян, Владимира
Кочаряна и Юрия Тушинского. Коллектив «КМ», лидером и саксофонистом которого был Владимир Сермакашев, исполнил на мероприятии ряд авторских композиций, а также композицию самого Сермакашева «Блюз». Тофик Алекперов исполнил свою композицию «1002 ночи».
Квартет «Радио-телевидение» под руководством Фаика Суджаддинова исполнил композицию «Ичеришехер», в импровизации которой была использованы элементы мугама.
В последний день джазового фестиваля также участвовали коллективы из Грузинской ССР. Один из участников, Роман Брагвадзе был победителем предыдущего Бакинского фестиваля. Кроме того, выступила симфо-джазовая группа под руководством Альберта Авадяева.
Участники эстрадно-джазовых ансамблей больше тяготели к произведениям зарубежных композиторов. Песни азербайджанских композиторов встречались в репертуаре реже.

## Лауреаты
Народные артисты Азербайджанской ССР Хан Шушинский и Сара Гадимова, композитор, заслуженный деятель искусств Азербайджанской ССР Закир Багиров, секретарь Бакинского
горкома комсомола Эльмир Шарифов и другие члены жюри вручили призы лауреатам фестиваля.
Молодые композиторы Эльдар Бейбутзаде и Эльдар Рустамов, принявшие участие в фестивале, завоевали звание лауреатов за сочинённые ими песни и были награждены дипломом второй степени. Ирина Аллегрова получила звание лауреата за исполнение песни Эльдара Бейбутзаде «Хазар». Лауреатами фестиваля стали грузинская певица Эльза Бандзеладзе и 23-летний Эльдар Рустамов, автор песни «А и Б».
Дипломы первой степени фестиваля «Мугам-69» были вручены лауреатам Эльмире Алиевой и Хасаю Гарвендли из Кировабада. Дипломами второй степени были награждены Джафаргулу Джафаргулуев и Абдулла Азизов (за исполнение мугама «Сегях»). Ага Рустамов и Баба Мирзоев из Дербента стали лауреатами дипломов третьей степени. Некоторым другим отличившимся своим исполнением, были вручены поощрительные призы.
Тбилисский джаз-квартет во главе с Александром Реквиашвили также удостоился звания лауреата. Бакинские студенты Тунзале Гахраманова и Эльдар Багиров были награждены дипломами первой степени за исполнение эстрадных песен. Композитор Тофик Бабаев был удостоен специальной награды вечерней газеты «Баку» за сочинение песни о городе Баку.
Лауреаты трёх конкурсов фестиваля выступили на финальном концерте, состоявшемся 29 октября в Бакинском Дворце ручных игр. 28-летний Вагиф Мустафазаде стал трёхкратным
лауреатом фестиваля. Игра на фортепиано в составе джазового трио «Кавказ» под своим руководством и композиция «Фестивальная» принесли ему первые премии.